# Gríma
Gríma – postać ze stworzonej przez J.R.R. Tolkiena mitologii Śródziemia.
Był to człowiek, Rohirrim, doradca Théodena, króla Rohanu, i szpieg Sarumana, przygotowującego podbój tego królestwa. Po klęsce Sarumana nadal mu towarzyszył i był przez niego traktowany jak niewolnik. Zginął 3 listopada 3019 roku, bezpośrednio po zabiciu czarodzieja.
Pojawia się w Dwóch wieżach i Powrocie króla, kolejnych tomach Władcy Pierścieni. Pewne informacje na jego temat zawierają również Niedokończone opowieści.

## Gríma w tekstach Tolkiena

### Pochodzenie
Był synem niejakiego Gálmóda, nic więcej nie wiadomo o jego pochodzeniu czy też młodości. Nieznana jest również data wstąpienia Grímy na służbę władcy Rohanu. Opis przedstawiający jego wygląd z 3019 roku mówi, że Gríma był mężczyzną ciemnowłosym, chudym, bardzo bladym, o opuchniętych powiekach. Na dworze królewskim zwykle ubierał się na czarno.

### Zdrada
Jak się wydaje, nie od samego początku szpiegował na rzecz Sarumana, który pozyskał dla siebie Grímę, obiecując mu po swoim zwycięstwie otrzymanie części bogactw ze skarbu królów Marchii, jak również Éowinę.
Zdrajcy udało się wkraść w łaski Théodena w 3014 roku, kiedy ten zaczął słabnąć na zdrowiu. Być może choroba monarchy została wywołana lub przynajmniej wzmocniona przez truciznę, jaką Gríma mógł potajemnie podawać władcy.

### Działalność na dworze
Od tej pory szpieg Sarumana, jako główny doradca królewski, starał się zyskać w oczach słabnącego Théodena status niezastąpionego, by poprzez kłamliwe słowa móc wpływać na monarchę. Dyskredytując wszelkich przeciwników, negatywnie nastawił króla do Gandalfa Szarego i o samowolę oskarżał Éomera, siostrzeńca władcy, który wraz z księciem Théodredem usiłował ograniczać wpływy Grímy.
Po upływie kilku lat fałszywy doradca stał się jedynym pośrednikiem między władcą, coraz rzadziej opuszczającym Meduseld, a większością poddanych w Edoras. Wydawał rozkazy i polecenia, także marszałkom Marchii, do których się stosowano, choć z coraz większą niechęcią. Powszechnie określano Grímę przydomkiem Gadzi Język. Poza szpiegowaniem na rzecz Sarumana, u którego bywał potajemnie w Isengardzie, okradał mieszkańców w Edoras, jak i skarbiec królewski. Część łupów zatrzymywał dla siebie, a część oddawał swemu mocodawcy. Krążył także wokół Éowiny, zatruwając jej życie kłamstwami.

### Początek Wojny o Pierścień
Na początku Wojny o Pierścień Gadzi Język usiłował zdezorganizować obronę Rohanu przed siłami Isengardu, usypiając czujność lub podsycając strach przed zagrożeniem z Mordoru, w ten sposób odwracając uwagę od zachodnich rubieży królestwa. Udało mu się doprowadzić do przepędzenia Gandalfa ze stolicy, gdy czarodziej tam przybył, po udanej ucieczce od Sarumana (20 września 3018 roku). Théoden, pod wpływem zdrajcy, nie zechciał wysłuchać ostrzeżeń przybysza, tylko kazał mu jak najszybciej opuszczać Rohan.
Gríma zaraz potem udał się do Isengardu, by powiadomić o tych wydarzeniach swego pana. Jednak wieczorem 21 września został pochwycony przez Czarnych Jeźdźców. Bez wahania zdradził wówczas Sarumana, przekazując im informacje o położeniu Shire’u i przebiegu drogi do tego kraiku, czyli wszystko to, co władca Isengradu zataił przed wysłannikami Saurona. Puszczony wolno, nie przyznał się swemu panu, co spotkało go w drodze. Po powrocie do Edoras kontynuował swoją działalność. W ciągu następnych miesięcy skutecznie paraliżował mobilizację sił z okolic stolicy, nawet gdy wojska Sarumana otwarcie zaatakowały Rohan.

### Demaskacja
Za podpuszczeniem Grímy Théoden zakazał ścigania orków, grasujących na północnych rubieżach Rohanu, co miało ułatwić wyprawę Uglúka. Gdy więc Éomer złamał ten rozkaz i rozgromił oddział Isengardczyków, a co więcej groził śmiercią Grímie (świadom jego nieczystych intencji wobec Éowiny), został uwięziony. Był to jednak ostatni i krótkotrwały sukces zdrajcy.
2 marca 3019 roku Gandalf Biały przybył do Edoras, wraz z Aragornem, Legolasem i Gimlim. Gríma usiłował przedstawić przybyszy w jak najgorszym świetle, by w ten sposób móc zlekceważyć wagę ich słów. Jednak czarodziej zdemaskował szpiega i uzdrowił Théodena. Monarcha, wystawiając Grímę na próbę, dał mu do wyboru udział w wyprawie przeciw Sarumanowi lub opuszczenie swego dworu wolno. Rozwścieczony ujawnieniem zdrady Gadzi Język pośpiesznie wyjechał z Edoras i ruszył do Isengardu. Jednak kiedy tam dotarł, zastał twierdzę zdobytą i zburzoną przez entów. Nie zdołał uciec, bowiem Drzewiec zapędził go do wieży Orthank, gdzie ciągle przebywał Saruman.
Gadzi Język niezbyt przysłużył się swemu panu jeszcze tego samego dnia. Usiłował bowiem zabić Gandalfa, który przybył z Théodenem do Isengardu, rzucając w niego kryształem Orthanku, nieświadom jak cennym i ważnym dla Sarumana jest ten przedmiot.

### Dalsze losy i śmierć
Następne miesiące spędził w wieży, z pewnością źle traktowany przez upadłego czarodzieja. Kiedy bowiem, za pozwoleniem Drzewca (już po całkowitej klęsce Władcy Ciemności), opuścił wraz z Sarumanem Orthank wyglądał po prostu jak cień. Nadal jednak towarzyszył swojemu panu i zarazem ciemiężcy w wędrówce po Eriadorze. Nawet podczas przypadkowego spotkania z członkami Drużyny Pierścienia Gadzi Język nie poszedł za radą Gandalfa i nie porzucił Sarumana. Razem z nim dotarł do Shire’u, gdzie upadły czarodziej, za pomocą swoich sług, przejął władzę i w akcie zemsty rozpoczął dewastację całego kraju. Przerwał to dopiero powrót Froda Bagginsa z towarzyszami i Bitwa Nad Wodą.
Po tym zwycięstwie, jeszcze tego samego dnia, Frodo nakazał Sarumanowi opuszczenie ziem hobbitów, lecz Gríma otrzymał propozycję chwilowego pozostania tam, a następnie odejścia wolno. Wówczas to Saruman wyjawił, iż Gadzi Język na jego rozkaz zamordował Lotha Sackville-Bagginsa, marionetkowego przywódcę Shire’u i rzekomo nie pochował jego ciała, tylko je zjadł. Gríma, rozwścieczony poniżaniem, chwilę później rzucił się na swego pana i poderżnął mu gardło, lecz gdy próbował uciec, zginął od strzał hobbitów.

### Imię
Słowo Gríma, użyte przez Tolkiena, by „przetłumaczyć” imię postaci z fikcyjnego języka rohirrickiego, pochodzi ze staroangielskiego. Znaczy w tej mowie maska lub też zjawa, widmo.

## Ekranizacja Petera Jacksona
W ekranizacji Władcy Pierścieni, w reżyserii Petera Jacksona, Grímę zagrał Brad Dourif, który w celu przygotowania się do tej roli musiał zgolić brwi. Scenarzyści rozbudowali rolę tej postaci w Dwóch wieżach, dodając nowe sceny i nieco przy tym zmieniając jego losy. Zupełnie odmiennie w stosunku do literackiego pierwowzoru przedstawiono okoliczności śmierci Sarumana i Gadziego Języka w Powrocie króla, jednak ten epizod nie trafił do wersji kinowej filmu, tylko reżyserskiej, wydanej na DVD.

### Wersja kinowa
Gríma po raz pierwszy pojawia się podczas rozmowy toczonej przez Éomera i Éowinę z Théodenem. Pogrążony w zupełnej apatii władca słucha jedynie jego słów, wedle których Saruman jest przyjacielem Rohanu, a Éomer podżega do wojny. Siostrzeniec króla na osobności łapie fałszywego doradcę i zarzuca mu zdradę, lecz po chwili zostaje pojmany przez podwładnych Grímy, który skazuje go na banicję. Następnie Gadzi Język odwiedza samotną Éowinę, opłakującą śmierć Théodreda i prowadzi z nią rozmowę, lecz jego próby zbliżenia zostają odrzucone.
Kolejna scena z udziałem szpiega Sarumana, przybycie Gandalfa na dwór królewski, dość mocno odbiega od opisu w powieści. Wypowiedzi Grímy pod adresem Czarodzieja zostały skrócone, a w ich miejsce pokazano bójkę między towarzyszami Gandalfa a zbirami Gadziego Języka. Ten ostatni próbuje uciekać, lecz zostaje złapany przez Gimlego. Po uzdrowieniu Théodena zostaje wyrzucony z pałacu, a król gotów jest własnoręcznie zabić zdrajcę, lecz powstrzymuje go od tego Aragorn. Gríma konno ucieka do Isengardu. Przez resztę filmu przebywa ze swoim panem w wieży Orthank, gdzie zdradza mu plany Théodena (ukrycie się z ludnością w Helmowym Jarze) i słabe punkty Rogatego Grodu. Jest świadkiem wymarszu armii Uruków, ruszających na tę twierdzę.

### Wersja reżyserska
Wersja reżyserska Dwóch wież została wzbogacona o trzy, nowe fragmenty z udziałem Gadziego Języka:
- podczas wygnania Éomera Gríma pokazuje mu pisemny nakaz banicji, podpisany przez Théodena;
- przedstawiono przybycie zdemaskowanego Grímy do Isengardu i rozmowę między nim a Sarumanem, podczas której szpieg informuje go o powrocie Gandalfa i opisuje jego towarzyszy, szczególnie koncentrując się na osobie Aragorna;
- po zatopieniu przez entów Isengardu, Gríma wraz z Sarumanem bezradnie oglądają zniszczoną twierdzę z wieży.

W Powrocie króla, z racji pominięcia wątku obecności Sarumana w Shire, scena śmierci jego i Gadziego Języka rozgrywa się w Isengardzie, na szczycie Orthanku.
Gríma pojawia się w chwilę po tym, jak Gandalf zniszczył różdżkę Sarumana. Théoden zauważa dawnego doradcę, proponuje mu porzucenie upadłego czarodzieja i powrót między Rohirrimów. Gríma wydaje się chętny, by to zrobić. Saruman nie zgadza się na to i uderza Grímę, który gwałtownie upada. Po chwili jednak zrywa się i kilkakrotnie zadaje czarodziejowi cios sztyletem, lecz w tym samym momencie ginie przeszyty strzałą Legolasa.